# (17859) Galinaryabova
(17859) Galinaryabova (1998 KC4) – planetoida z pasa głównego asteroid okrążająca Słońce w ciągu 5,38 lat w średniej odległości 3,07 j.a. Odkryta 22 maja 1998 roku.